# Pacto de Ostende
El Pacto de Ostende fue el acuerdo firmado el 16 de agosto de 1866 en la ciudad belga de Ostende por el Partido Progresista y por el Partido Demócrata, por iniciativa del general progresista Juan Prim, para derribar la monarquía de Isabel II de España. Este pacto, al que, a principios de 1868, se sumó la Unión Liberal, fue el origen de «La Gloriosa», la revolución que en septiembre de 1868 depuso a la reina española.

## Antecedentes

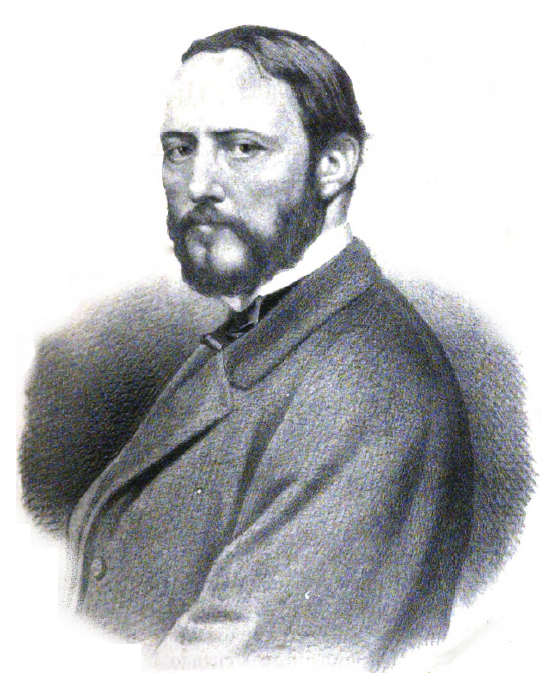
Juan Prim en 1869

En junio de 1866 tuvo lugar una insurrección en Madrid para acabar con la Monarquía de Isabel II que fue dominada por el gobierno de la Unión Liberal del general Leopoldo O'Donnell y que fue conocida como la sublevación del Cuartel de San Gil, porque fueron los sargentos de este cuartel de artillería los que protagonizaron el alzamiento. Al mes siguiente la reina Isabel II, destituyó al general O'Donnell por considerar que había sido demasiado blando con los insurrectos, a pesar de que habían sido fusilados 66 de ellos, y nombró para sustituirle al general Narváez, líder del Partido Moderado.
Narváez adoptó de forma repentina inmediatamente una política autoritaria y represiva, lo que hizo imposible el turno en el poder con la Unión Liberal de O'Donnell, que entonces optó por hacer el «vacío en Palacio» –según la expresión del propio O'Donnell–, lo que significaba el retraimiento en el Senado, pero a lo que se negó en rotundo el líder unionista fue a pactar ninguna iniciativa con los progresistas con los que estaba "dolido por los acontecimientos del Cuartel de San Gil, en especial con Prim", líder del Partido Progresista y de la coalición de fuerzas que pretendía el derrocamiento de Isabel II. Solo tras la muerte de O'Donnell en noviembre de 1867, se sumaría la Unión Liberal –liderada entonces por el general Serrano– al pacto de Ostende que habían firmado un año antes progresistas y demócratas.

## El pacto
El pacto de Ostende entre progresistas y demócratas, que recibe su nombre por el de la ciudad de Bélgica donde se firmó el 16 de agosto de 1866, constaba de dos puntos:

1º, destruir lo existente en las altas esferas del poder;

2º, nombramiento de una asamblea constituyente, bajo la dirección de un Gobierno provisorio, la cual decidiría la suerte del país, cuya soberanía era la ley que representase, siendo elegida por sufragio universal directo.

La ambigua redacción del primer punto permitía incorporar al mismo a otras personalidades y fuerzas políticas. Así, tras el fallecimiento de O'Donnell, Prim y Serrano -paradójicamente, el mismo militar que había dirigido la represión de la sublevación del cuartel de San Gil- firmaron un acuerdo en marzo de 1868 por el que la Unión Liberal se sumaba al mismo. "Con esto la Unión Liberal aceptaba la entrada en un nuevo proceso constituyente y en la búsqueda de una nueva dinastía, y, según el punto segundo [del pacto de Ostende], la soberanía única de la nación y el sufragio universal". Según Josep Fontana, la aproximación del general Serrano "al grupo de progresistas y demócratas que habían negociado el Pacto de Ostende" se debió a que "estaba dolido por la ofensa que se le había hecho [el gobierno] al arrestarle [por haber encabezado un escrito a la reina en la que se pedía la reapertura de las Cortes] y le preocupaba además, como presidente del consejo de administración de Ferrocarriles del Norte, conseguir auxilios del gobierno para una empresa cuya cuenta general de explotación registró pérdidas en 1866 y 1867".
El fin del pacto era derrocar a la reina y a su régimen y el establecimiento de unos derechos fundamentales, entre los que destacan el sufragio universal, inspirado por los demócratas. Una vez conquistado el poder se formarían unas Cortes Constituyentes que establecerían la forma de gobierno desde entonces: monarquía o república. Como consecuencia del pacto se creó un comité de acción entre los partidos Progresista y Demócrata, este con Cristino Martos a la cabeza, bajo la presidencia de Prim y de acuerdo con el también progresista Salustiano Olózaga. 
La respuesta de Narváez fue acentuar su política autoritaria. Las Cortes cerradas en julio de 1866 no volvieron a abrirse porque fueron disueltas y se convocaron nuevas elecciones para principios de 1867. La "influencia moral" del gobierno dio una mayoría tan aplastante a los diputados ministeriales que la Unión Liberal, lo más parecido a una oposición parlamentaria, quedó reducida a cuatro diputados. Además en el nuevo reglamento de las Cortes aprobado en junio de 1867, tres meses después de haber sido abiertas, se suprimió el voto de censura, reduciendo así sensiblemente su capacidad para controlar al gobierno. Asimismo las Cortes declararon al gobierno «libre de responsabilidad» de lo que hubiera hecho o legislado por decreto cuando estaban cerradas, lo que fue calificado por un diputado de la oposición como un "golpe de estado".
Cuando se cerró estaban presentes, entre otros, los militares Juan Prim, Blas Pierrad, Lorenzo Milans del Bosch y Manuel Pavía y Rodríguez de Alburquerque y los políticos Juan Contreras y Román, Práxedes Mateo Sagasta, Manuel Ruiz Zorrilla, Eugenio García Ruiz, Carlos Rubio y Colell, Francisco de Paula Montemar y Manuel Becerra y Bermúdez.

## Consecuencias
El pacto constituyó el paso previo de la Revolución de 1868, la llamada Gloriosa, que acabó con la monarquía de Isabel II, obligada a exiliarse en Francia, e inició el período denominado Sexenio Democrático que se prolongará hasta diciembre de 1874. Este periodo se dividió en tres partes: 
1. 1868-1870. Empieza con la revolución del 1868, en la que el almirante Topete se alzará contra Isabel II y se reunirá con Prim y Serrano. Tras el exilio de Isabel, Prim y Serrano encabezarán el gobierno provisional, y se aprobará la constitución de 1869 con muchas características liberales y democráticas. Se otorga el sufragio universal masculino, gran declaración de derechos de los ciudadanos, división de poderes... Será bicameral, progresista y admitirá la tolerancia religiosa.
2. 1871-1873. El reinado de Amadeo I que acabará abdicando en febrero de 1873.
3. En febrero de 1873 empezará la 1.ª República hasta que el pronunciamiento del general Arsenio Martínez Campos en Sagunto de paso a la Restauración borbónica en España.